# Cyclichthys orbicularis
Cyclichthys orbicularis – gatunek morskiej ryby rozdymkokształtnej z rodziny najeżkowatych (Diodontidae).

## Występowanie
Gatunek te występuje w wodach tropikalnych Oceanu Indyjskiego oraz Pacyfiku. Pływa w pobliżu raf, na głębokości od 9 do 170 metrów. 

## Charakterystyka
Największy zbadany osobnik miał 30 centymetrów długości. Dorosłe osobniki mają barwę od odcieni brązu do szarego.  Mają plamy oraz grupy czarnych plam na grzbiecie oraz bokach.